# 老年糖尿病
老年糖尿病，指60岁或60岁以后发病或者60岁以前发病但延续到60岁以后的糖尿病患者，2型糖尿病居多。老年糖尿病患者有其自身独特的表现，比如合并疾病较多，由此带来的共同用药较多，一般糖尿病症状不典型或者甚至被其它疾病症状掩盖。随着老龄化进程加剧，老年糖尿病患者也逐渐增加，老年糖尿病的表现与治疗应得到越来越多的重视。

## 临床特点
- 临床发病率高：欧美等国家老年糖尿病发病率保持在大约20%，中国发病率正在攀升[1]，北京地区从1982年的6.8%上升到1995年的10%。
- 临床症状和体征不典型：很多老年糖尿病出现误诊、漏诊，原因主要是症状和体征都不典型，甚至被合并疾病的临床表现所掩盖。比如有些患者出现视物模糊、乏力等，还有些患者甚至先发高血压等并发疾病。
- 低血糖发生率较高：老年人进食较少，且同时具有代谢率低、卧床多、活动少等特点，因此导致低血糖发生率较高。
- 严重或致命性并发症发生率较高：一些严重并发症如心血管病变及神经病变、眼部疾病、泌尿系感染等。轻症糖尿病患者或既往无糖尿病病史者易发严重急性并发症如高渗非酮症糖尿病昏迷。
- 依从性不良：各种原因导致老年糖尿病患者的治疗不系统不达标，选择最适合的治疗方案并坚持治疗极其重要。

## 发病原因
老年糖尿病的发病原因主要是以下几种，其中遗传因素、环境因素及生理性老化引起的胰岛素抵抗和胰岛素作用不足为最主要的发病原因。
- 遗传因素：遗传因素在糖尿病发病中占有重要地位，许多学者认为糖尿病为一种多基因多因子遗传性疾病。
- 环境因素：老年人运动量较少，基础代谢率偏低，且进食较少，从而致葡萄糖耐量逐渐降低，一旦运动量减少或进食过多，则体重容易增加，超重者胰岛素受体减少，胰岛素抵抗恶化，这种状态持续一段时间，则容易发生糖尿病。
- 年龄因素：研究显示，胰岛中β细胞减少会随着年龄增加，且纤维增生，同时糖耐量降低，胰岛素释放速度延缓，释放量减少，因此易发糖尿病。
- 胰岛素原因素：随着年龄增加，胰岛素原逐渐增加，体内胰岛素活性减小，也是老年糖尿病的原因之一。
- 胰淀素因素：胰淀素是新近发现的β细胞激素，老年人体内胰淀素增加，因此对胰岛组织造成损害，从而导致胰岛素分泌量减少。

## 疾病诊断
老年糖尿病的诊断标准存在两种意见：一种认为不论年龄，均应该采用国际通用糖尿病诊断标准；另一种认为既然老年患者存在糖耐量降低的生理现象，则不能用标准诊断标准，且采用后可能对治疗不利。因为目前老年糖尿病患者尚未出台其独有诊断标准，因此仍暂时采用国际统一标准。根据美国糖尿病协会（American Diabetes Association，ADA）2010年的推荐标准，只要满足以下任一条即可诊断为糖尿病：
- 空腹血浆血糖在7.0mmol/L或以上；
- 若进行口服糖耐量试验，口服75g葡萄糖2小时后，血浆血糖在11.1mmol/L或以上；
- 有高血糖症状表现且随机血浆血糖为11.1mmol/L或以上；
- 糖化血红蛋白（HbA1C）为6.5%或以上。

## 治疗方案

### 非药物治疗方案
- 糖尿病知识教育。老年糖尿病患者往往对自身及疾病认识不足，经常过度忧虑，因此对患者及其家属进行糖尿病知识的普及教育，可加深其对疾病的认识，从而能够更好配合医生治疗，尤其是如果能够及时、定期地进行血糖监测，配合医生进行药物用量的调节，则可达到事半功倍的效果。
- 饮食运动疗法。饮食运动疗法是糖尿病患者最基础的治疗方案。严格控制饮食但要保持营养均衡，与主治医生或营养师确定健康的适合的糖尿病食谱并坚持应用非常重要，可对药物治疗起到辅助作用。同时，适量的运动及适宜的运动方式可减轻体重，使血脂与血糖维持在较佳水平，注意在制定运动方案前，也应该和医生仔细研究疾病状态包括并发症等，不当的运动方案易造成危险。

### 药物治疗方案
- 磺脲类：该类药物适用于存在一定胰岛功能且未发生过急性并发症的轻中度糖尿病患者。
- 双胍类：双胍类药物的作用机制为：增加外周组织对葡萄糖的利用和消耗；抑制消化道肠壁细胞对葡萄糖的摄取，具有胰岛素依赖性。该类药物适用于较肥胖的老年2型糖尿病患者。心血管疾病也可获益于二甲双胍，因此在临床上应用较多。
- 噻唑烷二酮类：噻唑烷二酮类属于新型胰岛素增敏剂。主要通过增高胰岛素敏感性，使胰岛素活性增加，使血糖水平降低。同时，它低血糖风险极低，也可降低血脂，因此也是老年糖尿病患者的主要治疗选择。
- α葡萄糖苷酶抑制剂：不刺激胰岛素分泌，且单药应用时不会产生低血糖，可以降低餐后高血糖，适合老年患者，但存在消化感染时慎用（主要副作用是肠胀气）。
- 胰岛素：多数学者认为老年糖尿病患者应尽早应用胰岛素，确诊时即可应用。且研究发现，老年糖尿病患者对口服降糖药物效果较差，而胰岛素治疗更能维持血糖水平平稳。目前临床常用胰岛素制剂包括人胰岛素制剂与胰岛素类似物，前者如诺和灵系列，胰岛素类似物如诺和锐、诺和锐30、诺和平。胰岛素的治疗方案应尽量模拟胰岛素生理分泌的模式，补充基础胰岛素和餐时胰岛素，并且剂量和次数都应根据患者的具体特征高度个体化，尽早将血糖降至标准水平并保持平稳。

### 基因治疗
近几年来，研究者们正在将众多的2型糖尿病候选基因如胰岛素受体基因、胰岛素基因等作为治疗靶点，并进行积极研究，但此类治疗方案还存在争议，尚未进入临床应用。